# Bal de neige

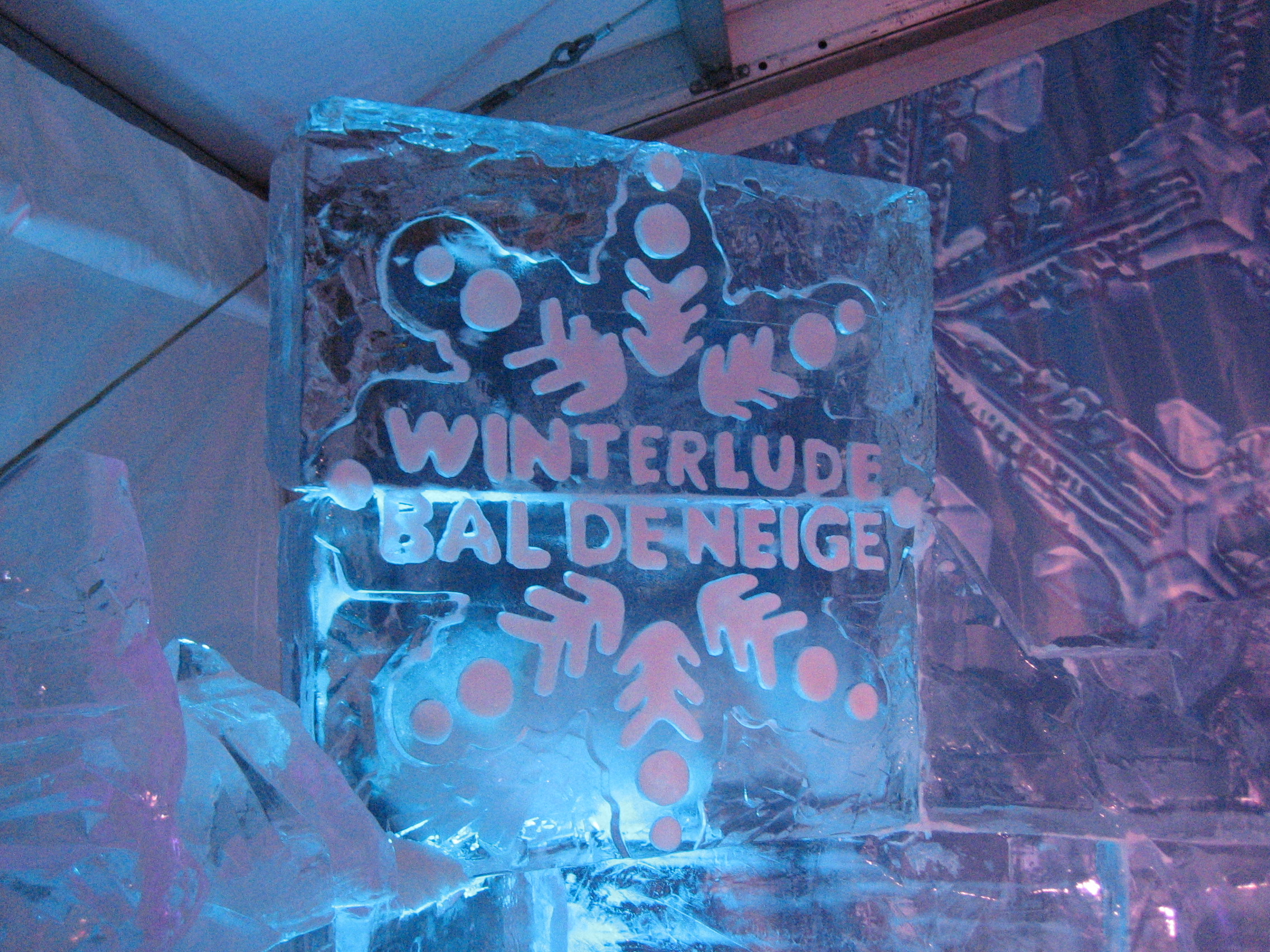
Bal de neige à Ottawa

Le Bal de neige (en anglais : Winterlude) est un festival canadien qui se déroule dans la région d'Ottawa/Gatineau en plein cœur de l'hiver, durant les trois premières fin de semaines du mois de février. 
Ce festival célèbre de diverses façons, la vie hivernale.

## Histoire
Le Bal de neige est un festival hivernal fondé en 1979 par la Commission de la capitale nationale (CCN).
En 2023, le temps chaud entraîne l'annulation du patinage sur le canal Rideau pour la première fois.

## Activités offertes
Différentes activités sont proposées aux enfants comme aux plus grands.
À Gatineau, il y a le Domaine des flocons au parc Jacques-Cartier, où l'on retrouve un vaste terrain de jeu de neige avec glissades, escalade, promenades en traîneau à chiens ou à chevaux, danse, spectacles et animation qui font le plaisir de nombreuses familles depuis des années.
Le volet d'Ottawa est beaucoup plus vaste, avec de nombreux sites dont le canal Rideau, la plus grande patinoire au monde (7,8 kilomètres). 
On peut également s'émerveiller devant les immenses structures de neige ainsi que celles de glace, dans le cadre de compétitions nationales et internationales.